# Escultura neoplasticista
En la escultura neoplasticista fue el escultor Georges Vantongerloo (1886-1965), de origen belga, quien se destacó en el movimiento escultórico neoplasticista. Pero el primer testimonio escultórico de corte neoplasticista no se debe a él sino a Theo Van Doesburg, con su Monumento en Leenvardem (1916). Vantongerloo prosiguió en la línea iniciada por aquel en obras como Comoposición emanante de un ovoide (1917).
Las obras de Vantongerloo parecen inscribirse en dos períodos: 
- El primero, relacionado con la obra de Van Doesburg, que se haría extensivo hasta 1929, revela el predominio de la masa tectónica sobre la espacial, perforada.
- El segundo, iniciado hacia 1931, se caracterizaría por la preponderancia de la búsqueda espacial.

En el primer período, Vantongerloo, mediante la división del volumen escultórico con planos y bloques rectangulares (Construcción de relaciones de volumen, 1921), abre la forma cerrada, con lo que consigue integrar lo lleno con lo vacío (Joosten), y en esta tónica se mantendría a lo largo de una década.
Respecto a este segundo período de la producción de Vantongerloo, el historiador y crítico italiano Umbro Apollonio ha señalado que se dispone en un orden más abierto; se articulan en una relación más dinámica hasta el punto que algunos años tarde, los elementos formales se distribuyen a manera de directrices que implican un espacio de amplia extensión.